# 춘몽 (2016년 영화)
"춘몽"은 2016년에 개봉한 대한민국의 영화이다.

## 캐스팅
- 한예리 : 예리 역
- 양익준 : 익준 역
- 박정범 : 정범 역
- 윤종빈 : 종빈 역
- 이준동 : 예리 부 역
- 이주영 : 주영 역
- 유연석 : 오토바이남 역 (특별출연)
- 김의성 : 사장 역 (특별출연)
- 조달환 : 건달 1 역 (특별출연)
- 김태훈 : 태훈 역 (특별출연)
- 신민아 : 민아 역 (특별출연)
- 강산에 : 점쟁이 역 (특별출연)

## 수상 및 후보
- 제4회 들꽃영화상 조연상 - 이주영
- 제18회 부산영화평론가협회상 여우주연상 - 한예리
- 제18회 부산영화평론가협회상 심사위원특별상 - 장률